# Косевич, Арнольд Маркович
Арнольд Маркович Косевич (7 июля 1928, Тульчин — 10 марта 2006, Харьков) — советский, украинский физик-теоретик, доктор физико-математических наук, профессор, член-корреспондент Национальной академии наук Украины. Лауреат Государственных премий УССР и Украины в области науки и техники. Автор работ, в том числе 10 монографий, по теоретической физике конденсированного состояния.

## Биография
Арнольд Маркович Косевич родился 7 июля 1928 года в городе Тульчин (теперь Винницкая область, Украина). Был женат на Плужниковой Диане Витальевне. У них родились два сына — Юрий и Игорь. В 1951 году окончил Харьковский университет и поступил в аспирантуру университета. Кандидатскую диссертацию защитил в 1954 году под руководством И. М. Лифшица. Тема диссертации: «К теории магнитной восприимчивости тонких слоёв металлов при низких температурах». В 1953—1954 годах работал в Харьковском политехническом институте. В 1954—1957 годах — Черновицком университете. В1957—1974 годах работал в Харьковском физико-техническом институте, на должности старшего научного сотрудника, с 1967 года — начальника лаборатории кристаллического состояния. В 1964 году защитил докторскую диссертацию на тему «Некоторые вопросы теории неупругой деформации кристаллов». Звание профессора получил в 1966 году, а в 1990 году — избран член-корреспондентом АН УССР. В 1974—2006 годах работал в Физико-техническом институте низких температур НАНУ в Харькове: заведующий отделом теории свойств биологических молекул, с 1986 года — заведующий отделом квантовой теории и нелинейной динамики макроскопических систем, с 2003 года — главный научный сотрудник.
По совместительству в 1964—1972 годах преподавал в Харьковском университете, с 1965 года — профессор кафедры теоретической физики. На физическом факультете читал общий курс статистической физики и специальные курсы, в частности курсы динамики кристаллической решетки и нелинейной физики.
Подготовил 35 кандидатов наук, многие из которых стали потом докторами наук. Создал школу физиков — теоретиков, работающих в области физики конденсированного состояния. Наиболее яркими её представителями являются В. Д. Нацик, А. С. Ковалев, В. С. Бойко, Э. П. Фельдман, Ю. С. Кившарь, М. М. Богдан.
Был заместителем главного редактора международного журнала «Физика низких температур», членом двух специализированных советов по защите диссертаций, членом Международного общества взаимодействия математики и механики (ISIMM), руководил секцией «Теория твердого тела» Межведомственного научного совета Украины по физике твёрдого тела, был активным членом Европейского общества по механике и членом Комитета по присуждению международной премии им. С. Пневматикоса.
Был членов редколлегии двухтомного энциклопедического издания «Физика твёрдого тела», изданного в 1996 и 1998 годах.

## Научная деятельность
А. М. Косевич — автор и соавтор более 250 научных работ в области теоретической физики, в том числе 10 монографий, некоторые из которых являются не только научными трудами, но и учебниками для студентов и аспирантов.
Основные научные работы относятся к теории металлов, теории неидеальных кристаллов, нелинейной теории упорядоченных систем и биополимеров. В 1953 году И. М. Лифшиц и А. М. Косевич предсказали квантовый размерный эффект в тонких металлических слоях, который был зарегистрирован, как научное открытие. В 1954 году А. М. Косевич совместно с И. М. Лифшицем построили теорию эффекта де Гааза — ван Альфена (формула Лифшица — Косевича) и сформулировали обратную задачу восстановления поверхности Ферми на основе экспериментальных данных. Следующим направлением деятельности А. М. Косевича было исследование механики кристаллов с дефектами. Он создал общий теоретико-полевой метод описания динамических свойств дефектов кристаллической структуры и получил уравнения движения дислокаций (1962). В последующие годы А. М. Косевич с сотрудниками опубликовали работы по дислокационной теории тонких двойников, дислокационно-диффузионной теории пластического течения, диффузионной кинетике пор. Эти исследования повлияли на развитие ряда разделов физики кристаллов. А. М. Косевич является соавтором главы «Дислокации» тома «Теория упругости» курса теоретической физики Л. Д. Ландау и Е. М. Лифшица и раздела «Дислокации в теории упругости» в энциклопедической серии Ф. Набарро «Дислокации в твердых телах» (1979). После перехода на работу во ФТИНТ (1974) А. М. Косевич проводил интересные исследования в области теоретической биофизики, изучал динамические и статистические свойства одномерных систем (биологических макромолекул и полимеров) и получил ряд результатов по трехмерной конфигурации макромолекул, их денатурации, поведению полимеров в порах, биофизических механизмов мышечного сокращения, радиационной стойкости макромолекул и клеток. В эти же годы А. М. Косевич с группой сотрудников проводил исследования в области нелинейной динамики твердых тел. Им получен целый ряд результатов относящихся к нелинейной динамике магнитоупорядоченных сред, в частности описанию магнитных солитонов разной природы, в том числе магнитных вихрей и магнитных скирмионов в двумерных магнетиках. А. М. Косевич предложил концепцию динамических солитонов в нелинейных средах как связанных состояний большого числа элементарных возбуждений.

## Монографии
- Косевич А. М. Основы механики кристаллической решетки. — М.: Наука, 1972. — 281 с.
- Косевич А. М. Дислокации в теории упругости. — Киев: Наук. думка, 1976. — 219 с.
- Косевич А. М. Физическая механика реальных кристаллов. — Киев: Наук. думка, 1981. — 328 с.
- Косевич А. М., Иванов Б. А., Ковалев А. С. Нелинейные волны намагниченности. Динамические и топологические солитоны. — Киев: Наук. думка, 1983. — 189 с.
- Косевич А. М. Теория кристаллической решетки. Физическая механика кристаллов. — Харьков: Вища школа, 1988. — 304 с. — ISBN 5-11-000653-9.
- Косевич А. М., Ковалев А. С. Введение в нелинейную физическую механику. — Киев: Наук. думка, 1989. — 304 с. — ISBN 5120008658.
- Бойко В. С., Гарбер Р. И., Косевич А. М. Обратимая пластичность кристаллов. — М.: Наука, 1981. — 280 с. — ISBN 5020141704.
- Boyko V. S., Garber R. I., Kossevich A. M. Reversible crystal plasticity (англ.). — New York: American Institute of Physics, 1994. — 310 p. — ISBN 0883188694.
- Kosevich A. M. The Crystal Lattice Phonons, Solitons, Dislocations. — Berlin: Willey-VCH, 1999. — 320 с.
- Kosevich, A. M. The crystal lattice : phonons, solitons, dislocations, superlattices. — Second edition. — Berlin New York : Wiley-VCH, 2005. — P. 356. — ISBN 978-3-527-40508-4.

## Награды
- Заслуженный деятель науки и техники Украины (1997)[5].
- Отличник образования Украины (1998)[2].
- Почётный доктор Харьковского национального университета (2004)[2].
- Премии:
  - Государственная премия УССР в области науки и техники (1978, за цикл работ по теории неидеальных кристаллов)[10].
  - Государственная премия Украины в области науки и техники (2001, за новые физические эффекты в сильно анизотропных полупроводниках и приборы на их основе)[11].
  - Премия НАН Украины имени К. Д. Синельникова за 1999 год[5].